# سمير صبيح
سمير صبيح ضاحي القريشي، شاعر شعبي عراقي ولد في عام 1970 في العاصمة العراقية بغداد.

## حياته
بدأ مشواره الشعري عام 1988، وينتمي إلى ما يسمى بـ«جيل شعراء الثمانينيات»، وكتب العديد من الأغاني العراقية، فضلًا عن تقديم البرامج الشعرية في القناة العراقية الرسمية.

## وفاته
تُوفي سمير صبيح في حادث سير في محافظة واسط الكوت قرب بدرة وجصان في 22 أكتوبر 2021. عزّى رئيس الجمهورية العراقي برهم صالح ورئيس مجلس الوزراء العراقي مصطفى الكاظمي بوفاته.

## شعره
ويقول أيضا:

## أعماله

### البرامج التلفزيونية والإذاعية
- برنامج قوافي قناة العراقية
- برنامج السوالف، العراقية الفضائية.
- شعراء على الطريق.
- ثالثنه الهوى، راديو الجيل.[2]

### قصائد غنائية
- أذكرك من يجي الليل، غناء حاتم العراقي.[7]
- عونك يا وطن غناء حسام الرسام.
- علاوي ابني كبر، غناء حسين الجسمي.

## جوائز
- أفضل شاعر في مهرجان الرباط.[8]